# Daniel de Sofanena
Daniel (em armênio: Դանիել) foi um nobre armênio (nacarar) do século IV, ativo no tempo do rei Ársaces II (r. 350–368), que supostamente descendia da dinastia orôntida.

## Vida
Daniel pertencia à linhagem principesca de Sofanena, um dos cantões (gavares) da província de Sofena, no Reino da Armênia, que Cyril Toumanoff propôs ter se originado na extinta dinastia orôntida. No início do reinado de Ársaces II (r. 350–368), foi um dos nobres convocados à corte e recebeu a missão de levar Narses I, o Grande para ser consagrado católico em Cesareia Mázaca.